# Johann Otto von Spreckelsen
Johann Otto von Spreckelsen (Viborg, 4 maggio 1929 – Hørsholm, 16 marzo 1987) è stato un architetto danese.

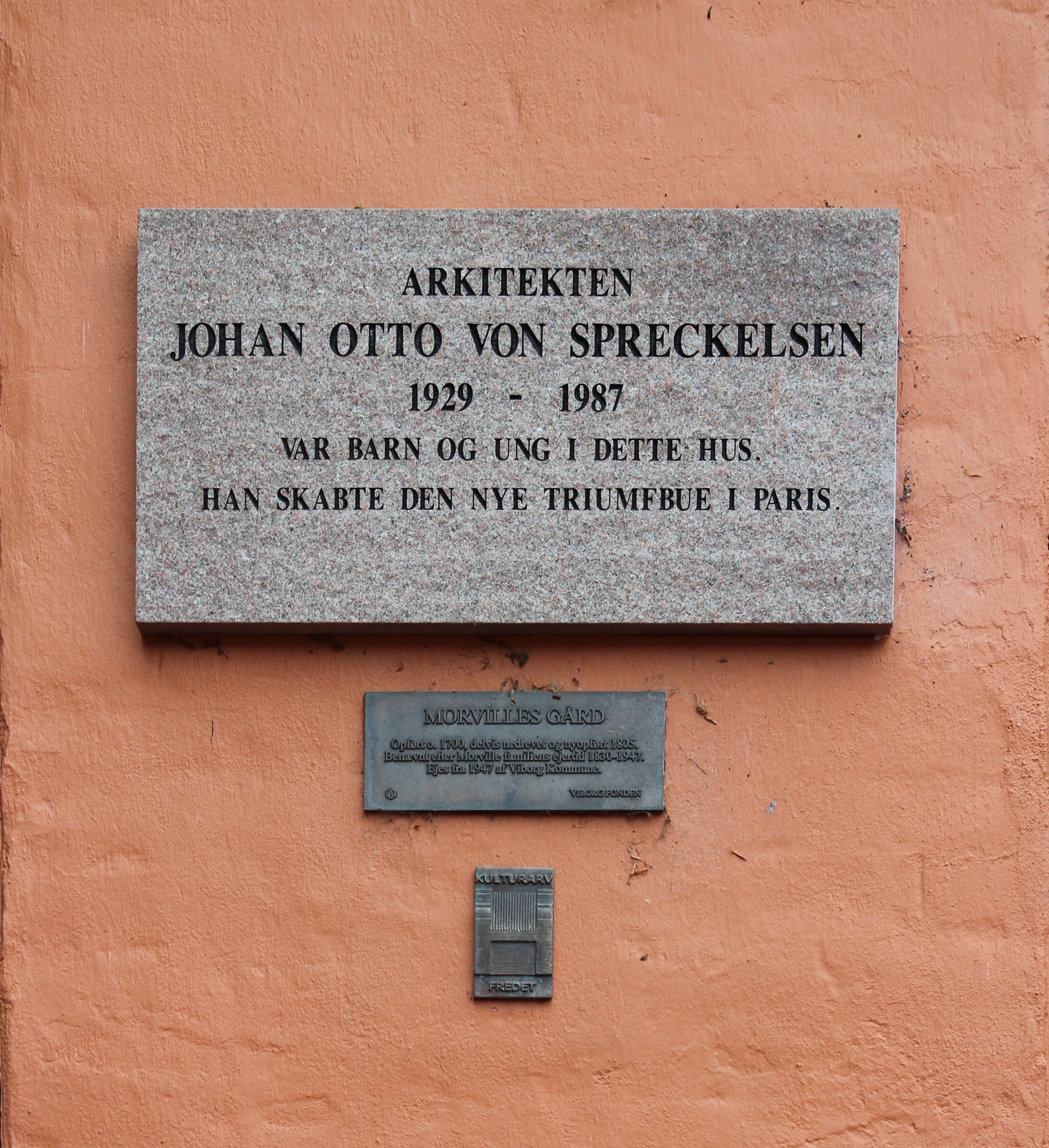

È l'autore di gran parte delle chiese moderne in Danimarca, come quella di Vangede, a nord di Copenaghen (1974) e quella di Stavnsholt, nella città di Farum (1981), anche se il lavoro più conosciuto è l'Arco de La Défense di Parigi (noto come Grande Arche). 
In questa opera di 100 metri di altezza inaugurata nel 1989, due anni dopo la sua morte, è stata utilizzata con notevole abilità la tecnología dei nostri tempi ed è stata ispirata all'Arco di Trionfo. Il monumento è situato nel cuore del quartiere finanziario della Défense ed è stato costruito in granito e marmo di Carrara. 
Dalla sua terrazza si può ammirare un panorama che va dall'Arco del Trionfo, passando per i Champs Elysées e fino all'obelisco di Place de la Concorde, i giardini di Les Tuileries o il Louvre.

## Galleria d'immagini

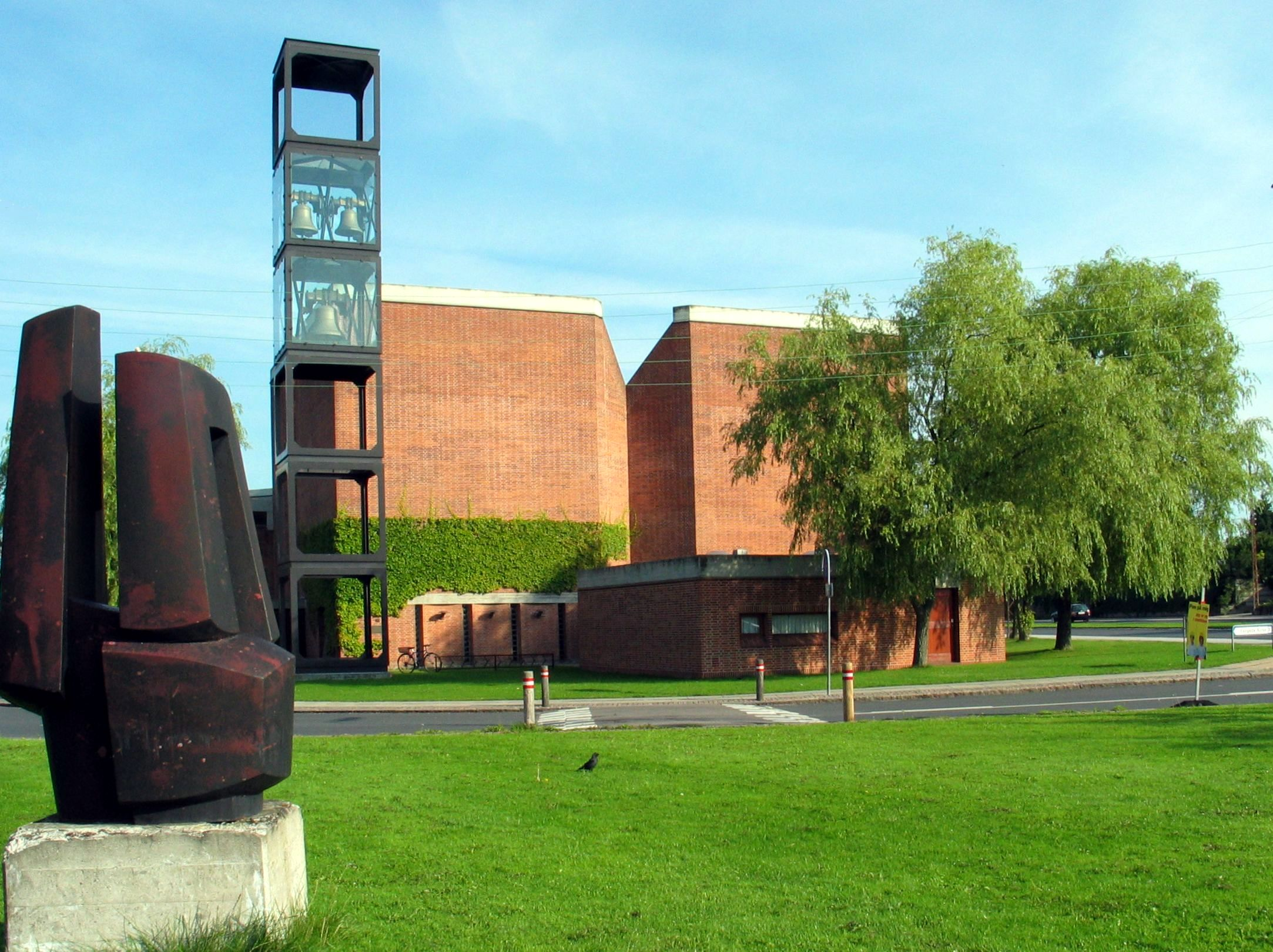

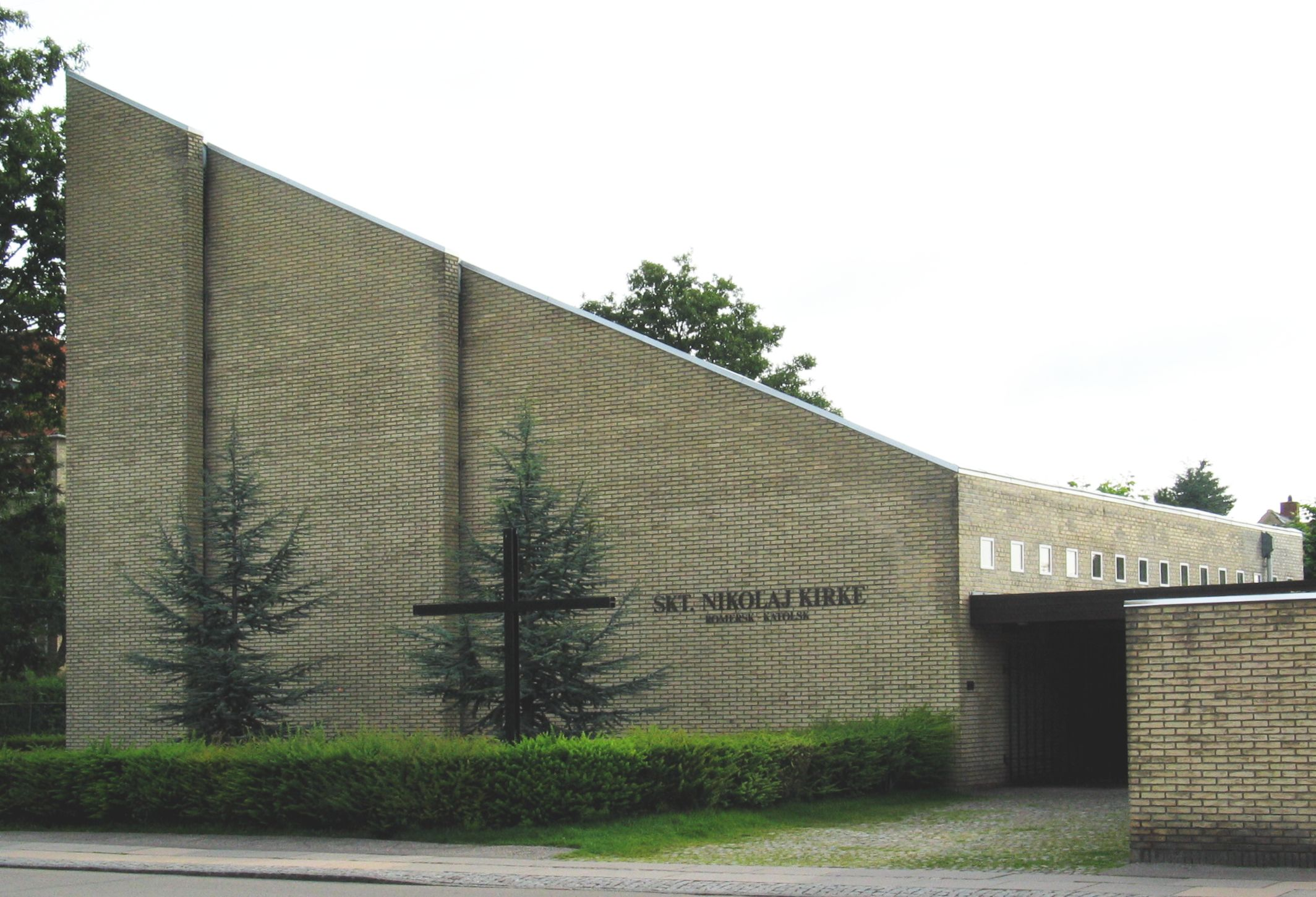

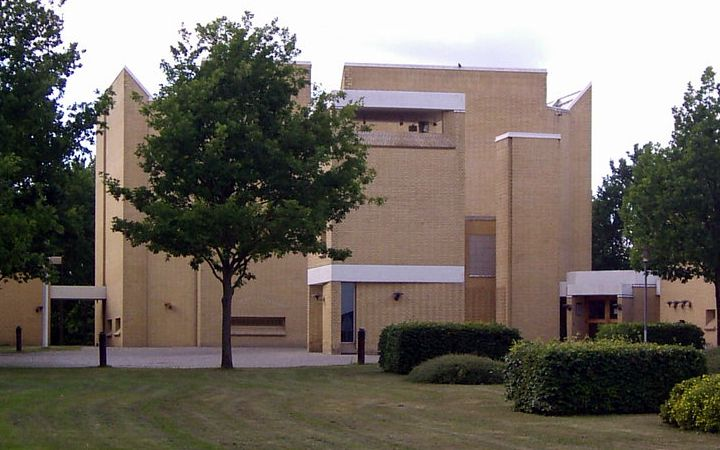

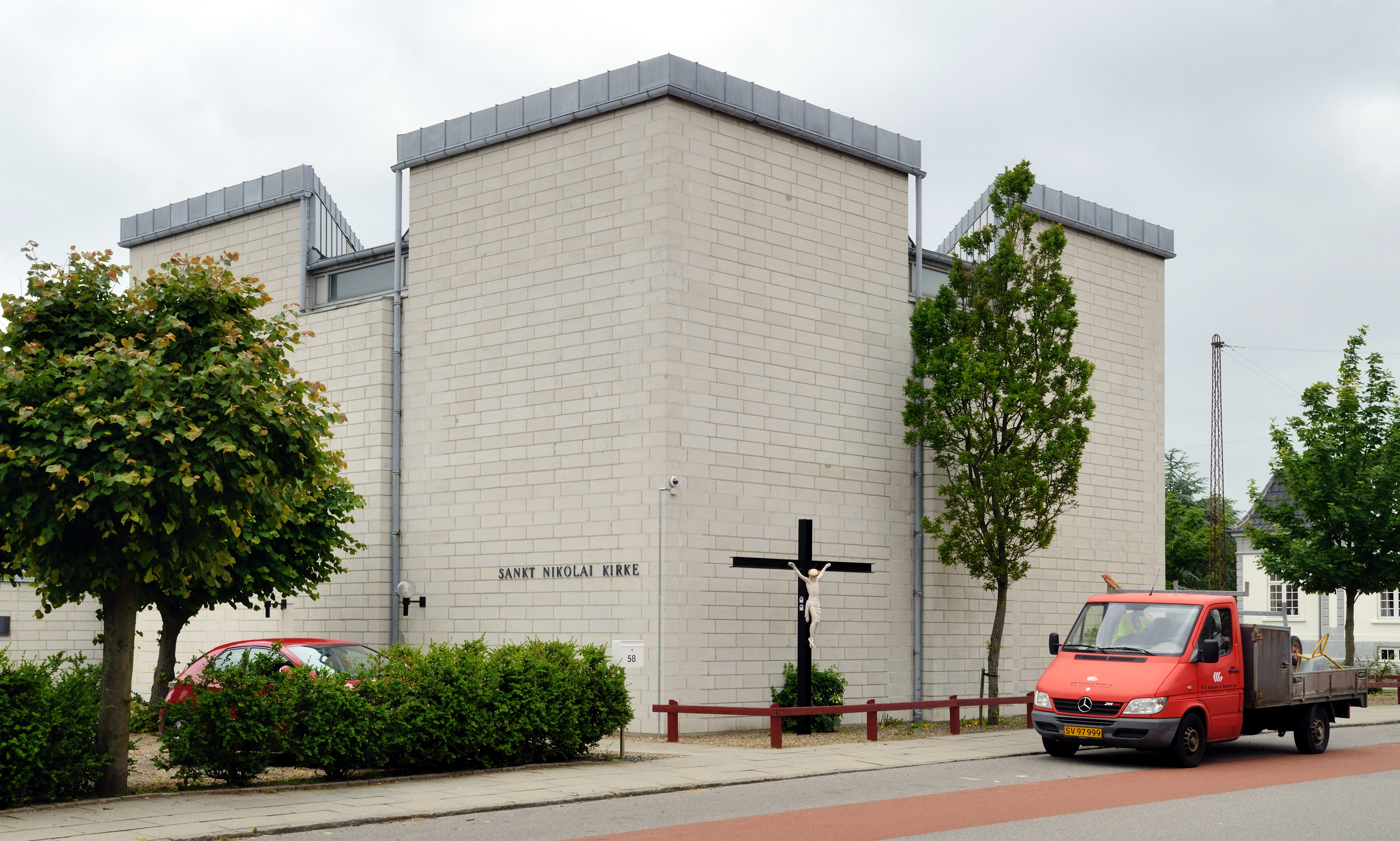